# لويس مانويل كوستا سيلفا
لويس مانويل كوستا سيلفا (29 سبتمبر 1992 بماتوسينهوس في البرتغال - ) هو لاعب كرة قدم برتغالي في مركز الوسط. شارك مع منتخب البرتغال تحت 20 سنة لكرة القدم ومنتخب البرتغال تحت 21 سنة لكرة القدم. أما مع النوادي، فقد لعب مع سبورتينغ براغا ونادي جل فيسنتي ونادي ليتشويس ونادي تشافيس.

## وصلات خارجية
- لويس مانويل كوستا سيلفا على موقع قاعدة بيانات كرة القدم.إي يو (الإنجليزية)
- لويس مانويل كوستا سيلفا على موقع Soccerway.com (الإنجليزية)
- لويس مانويل كوستا سيلفا على موقع AS.com (الإسبانية)